# Maseru
Maseru je glavni grad kraljevine Lesoto, na rijeci Caledon, blizu granice s Južnoafričkom Republikom. 
Broji oko 220.000 (2009.). Grad je trgovačko i prometno središte, povezan je s južnoafričkom željeznicom, a u blizini je i međunarodni aerodrom. Maseru je bio glavno središte naroda Basuta, a od 1869. do 1871. i od 1884. do 1966. glavni grad Britanskog Basutolanda, nakon čega Lesoto postaje neovisan. Razvijena je manufakturna proizvodnja svijeća i sagova.

## Vanjske poveznice
- Maseru  Arhivirana inačica izvorne stranice od 6. travnja 2008. (Wayback Machine)